# Alexandru Sătmăreanu
Alexandru Ștefan Sătmăreanu (Oradea, 9 marzo 1952) è un allenatore di calcio ed ex calciatore rumeno, di ruolo difensore.

## Palmarès

### Giocatore

#### Club
- Campionato rumeno: 3

Dinamo Bucarest: 1972-1973, 1974-1975, 1976-1977